# Bataille de Grand Port
Cinquième Coalition
Batailles
Campagne d'Allemagne et d'Autriche
- Sacile
- Teugen-Hausen
- Raszyn
- Abensberg
- Landshut
- Eckmühl
- Ratisbonne
- Neumarkt
- Radzymin (en)
- Caldiero
- Dalmatie
- Ebersberg
- Piave
- Malborghetto
- Linz (en)
- Essling
- Sankt Michael
- Stralsund
- Raab
- Gratz
- Wagram
- Korneuburg
- Stockerau
- Gefrees (en)
- Hollabrunn
- Schöngrabern (en)
- Znaïm
- Ölper

Batailles navales
- Martinique
- Sables-d'Olonne
- Île d'Aix
- Walcheren
- Lissa
- Pelagosa

Campagne de l'île Maurice
- Sainte-Rose
- Saint-Paul
- Île Bonaparte
- Grand Port
- Île de France
- Tamatave

Campagne d'Espagne
Rébellion du Tyrol
La bataille de Grand Port fut une bataille navale qui opposa deux escadres britanniques et française dans la baie de Grand Port de l'Île-de-France (aujourd'hui île Maurice) entre le 20 et le 27 août 1810, durant la campagne de l'île Maurice.
Une flottille britannique de quatre frégates chercha à bloquer l'entrée de la baie en capturant le fort de l'île de la Passe défendant son entrée. La position fut saisie le 13 août et lorsqu'une escadre française menée par le capitaine Guy-Victor Duperré approcha de la baie sept jours plus tard, le commandant britannique, Samuel Pym (en), décida de l'attirer dans les eaux peu profondes et de la détruire avec sa puissance de feu supérieure.
Quatre des cinq navires français parvinrent à franchir le blocus britannique et s'abritèrent dans la baie qui n'était accessible que par un chenal étroit infranchissable sans un pilote expérimenté. Lorsque Pym ordonna à ses frégates d'attaquer les navires français à l'ancrage le 22 et 23 août, ses navires furent bloqués par le récif corallien. Deux d'entre eux s'échouèrent, un troisième dut se rendre après avoir été la cible de tous les navires français et le quatrième ne parvint pas à approcher suffisamment près pour ouvrir le feu. Même si les navires français avaient également été sévèrement endommagés, l'affrontement fut un désastre pour les Britanniques car les deux navires échoués furent incendiés pour éviter leur capture et les deux autres furent arraisonnés par les Français.
Les convois britanniques dans l'océan Indien étaient laissés sans protection et la Royal Navy réagit en déployant une force importante sous le commandement de l'amiral Albemarle Bertie (en) qui envahit rapidement l'Île-de-France en décembre 1810. La bataille de Grand Port fut la plus grande victoire navale française durant le régime napoléonien, elle figure donc sur l'Arc de triomphe de Paris.

## Contexte
Au début du XVIIIe siècle, l'océan Indien formait un élément essentiel du réseau commercial reliant les différents territoires de l'Empire britannique. Des indiamen lourdement chargés transportaient des marchandises depuis les ports de l'Inde britannique comme Bombay ou Calcutta jusqu'au Royaume-Uni. Et lors du voyage de retour, ils emportaient souvent des soldats pour l'armée des Indes britanniques alors sous le contrôle de la Compagnie anglaise des Indes orientales. Après le début des guerres napoléoniennes en 1803, l'Amirauté britannique avait fait de la sécurisation de ces routes commerciales une priorité et en 1807, les bases hollandaises du cap de Bonne-Espérance et de Java avaient été neutralisées pour empêcher qu'elles ne soient utilisées par des corsaires. Les possessions françaises de l'océan Indien, principalement l'île Bonaparte (aujourd'hui La Réunion) et l'Île-de-France (aujourd'hui l'île Maurice) étaient plus problématiques car elles étaient défendues par de puissantes fortifications et des garnisons de l'armée soutenue par une importante milice locale.
Durant les guerres de la Révolution française (1793-1801), les Français avaient utilisé ces îles pour attaquer les convois dans la région mais à la fin de l'année 1807, les ressources navales allouées à la zone se résumaient à quelques anciennes frégates et un grand nombre de corsaires locaux. Ces forces subirent de lourdes pertes en 1808 du fait des combats et aussi à cause des accidents liés à l'ancienneté et au mauvais état des navires ; les autorités navales françaises réagirent en déployant cinq frégates modernes sous le commandement du contre-amiral Jacques Hamelin. Quatre d'entre elles franchirent le blocus britannique de la côte française et arrivèrent dans l'océan Indien au printemps 1809 où Hamelin les dispersa dans le golfe du Bengale pour capturer ou détruire les riches convois britanniques. Le 31 mai 1809, la frégate Caroline captura ainsi deux indiamen transportant pour plusieurs millions de livres de soie.
Une flottille regroupant les navires disponibles au cap de Bonne-Espérance fut hâtivement assemblée sous le commandement du commodore Josias Rowley afin de s'opposer aux attaques françaises. Incapable de poursuivre les rapides frégates françaises, Rowley décida de bloquer et d'attaquer les îles françaises de l'océan Indien en attendant le retour de Hamelin. En août 1809, la Caroline arriva avec ses prises de guerre à Saint-Paul sur l'île Bonaparte et Rowley décida de s'en emparer. Lors de l'attaque de Saint-Paul le 20 septembre 1809, environ 600 marins britanniques capturèrent les défenses du port et les navires qui s'y trouvaient dont la frégate Caroline ; Rowley se retira cinq jours plus tard. Près d'un an plus tard, Rowley revint avec une flotte plus importante et débarqua près de la capitale de l'île Bonaparte, Saint-Denis, le 7 juillet 1810. Les forces de Rowley battirent rapidement la garnison française de la ville, renommèrent l'île en île Bourbon et installèrent un gouverneur britannique.
Alors que les Britanniques se préoccupaient de l'île Bonaparte, Hamelin déploya de nouvelles frégates en 1809 et au début de l'année 1810 dont son navire-amiral, la Vénus (en), qui captura trois indiamen le 18 novembre 1809 et la Bellone qui captura la frégate portugaise Minerva (en) quelques jours plus tard. La Minerva, renommée Minerve, participa à l'affrontement du 3 juillet 1810 qui permit l'arraisonnement de deux indiamen. L'escadre française lors de cette bataille était menée par le capitaine de frégate Guy-Victor Duperré à bord de la Bellone ; ses navires étaient cependant endommagés et ils restèrent un mois en réparations dans les Comores avant de pouvoir revenir à l'Île-de-France.

## Opérations au large de Grand Port

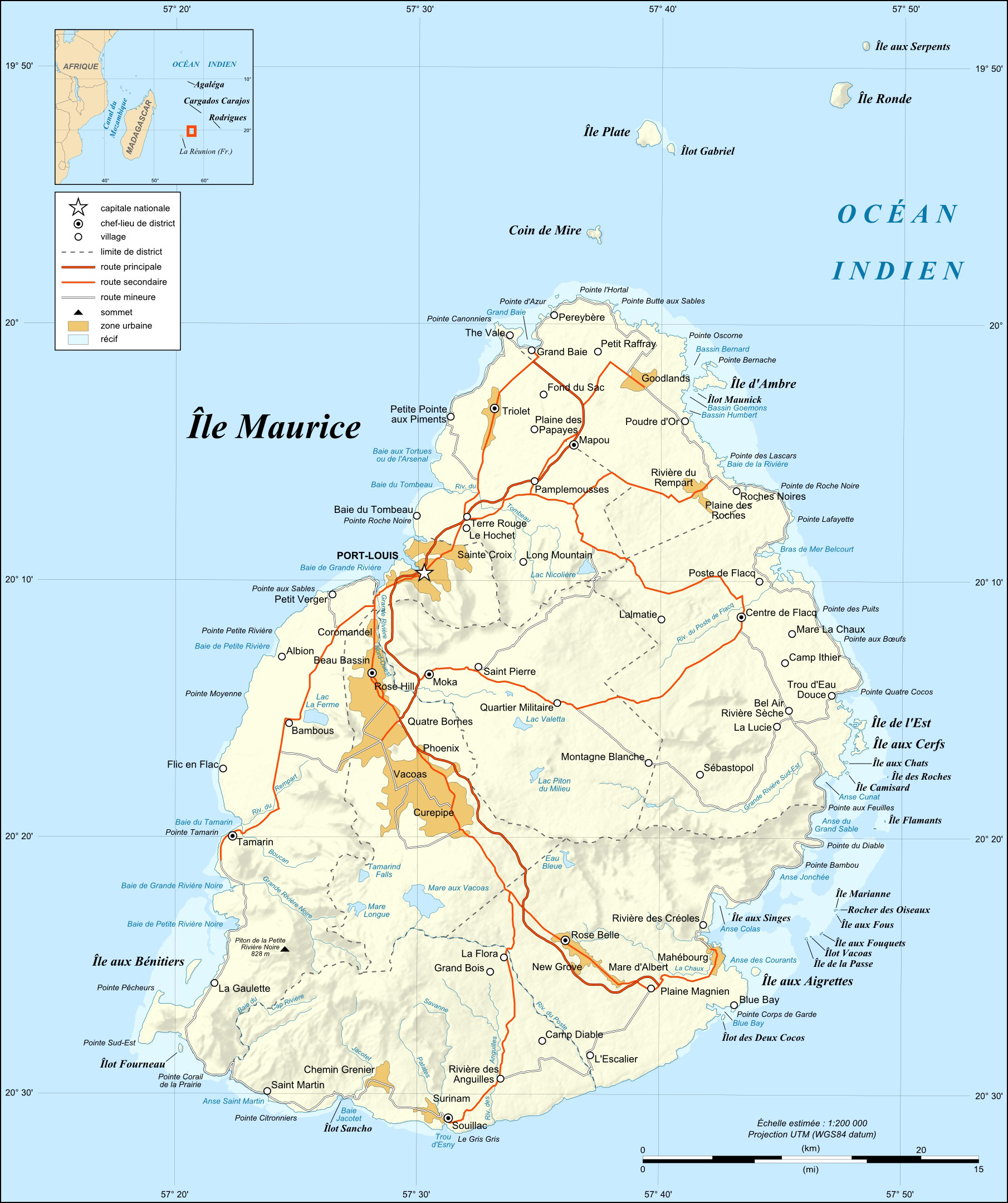
Carte moderne de l'Île-de-France. Grand Port se trouve sur la côte sud-est près de Mahébourg.

Avec la prise de contrôle de l'île Bourbon en juillet 1810, les Britanniques possédaient une importante île fortifiée non loin de l'Île-de-France. Avant même que l'île Bourbon ne soit entièrement sécurisée, Rowley avait détaché le HMS Sirius pour réaliser le blocus de l'Île-de-France. Peu après, son capitaine, Samuel Pym (en) mena une attaque contre un navire amarré au sud de l'île. Deux jours plus tard, les frégates HMS Iphigenia, HMS Nereide et le petit brick HMS Staunch le rejoignirent. Le HMS Nereide transportait 100 soldats choisis au sein des 39e et 69e régiments d'infanterie et quelques artilleurs de la garnison de Madras qui devaient prendre et défendre les îlots à l'entrée de Grand Port en particulier l'île de la Passe. Ces îles fortifiées pouvaient être utilisées pour bloquer les entrées des ports de l'Île-de-France et ainsi piéger l'escadre de Hamelin.
En effet, Grand Port était un port naturel protégé par un large récif corallien par lequel passait un chenal compliqué connu uniquement des pilotes expérimentés. L'île de la Passe était un emplacement important dans le contrôle de Grand Port car elle abritait une batterie d'artillerie qui couvrait l'entrée du chenal et contrôlait ainsi le passage jusque dans la baie abritée. Les Britanniques envisageaient d'utiliser les troupes du HMS Nereide commandé par le capitaine Nesbit Willoughby (en) pour envahir l'île de la Passe et capturer la batterie. Willoughby emploierait ensuite un habitant de l'île naviguant sur le navire et appelé John Johnson pour franchir le récif et débarquer des troupes près de la ville de Port Impérial.
La première attaque contre l'île de la Passe fut lancée le soir du 10 août quand le HMS Staunch remorqua des canots embarquant 400 soldats, des Royal Marines et des marins volontaires sous la protection des ténèbres et guidés par le pilote du HMS Nereide. Le pilote se perdit cependant pendant la nuit, les navires furent dispersés par le vent et ne parvinrent pas à se regrouper avant l'aube. Pour détourner l'attention française des navires à la dérive, Pym ordonna au capitaine Henry Lambert du HMS Iphigenia de naviguer bien en évidence devant Port Napoléon (aujourd'hui Port-Louis) où se trouvait l'escadre française menée par Hamelin à bord de la Vénus. Pym rejoignit Lambert plus tard dans la journée et les frégates retournèrent ensuite dans les eaux de Grand Port par des routes différentes pour embrouiller les observateurs français. Le 13 août, les navires initialement rassemblés pour l'attaque ne s'étaient toujours pas regroupés et Pym refusa de prendre le risque d'attendre et de subir une contre-attaque française. Le commandant en second de Pym, le lieutenant Norman, lança l'attaque à 20 h et les navires guidés par le pilote local débarquèrent les soldats et les marins sur l'île sous le couvert de l'obscurité. Norman fut tué lors des premiers échanges de tir mais son aide, le lieutenant Watling s'empara des fortifications entourant la batterie. L'affrontement coûta la vie à sept soldats britanniques et 18 autres furent blessés ; les assaillants parvinrent à s'emparer des livres de codes navals français et firent 80 prisonniers,. Willoughby était furieux que Pym ait pris le commandement de l'opération sans sa permission et les deux officiers échangèrent des lettres incendiaires qui accrurent la méfiance mutuelle qu'avaient les deux hommes.
Avec le contrôle de l'île de la Passe, Pym céda le commandement du blocus de Grand Port à Willoughby et retourna au large de Port Napoléon avec le HMS Iphigenia. Willoughby profita de son indépendance pour attaquer le littoral et le 17 août, il débarqua 170 hommes sur la Pointe du Diable au nord de Grand Port qui s'emparèrent du fort en détruisant dix canons et en en capturant un autre. Avançant vers le sud en direction de la ville de Grand Port, les hommes de Willoughby repoussèrent les attaques françaises et distribuèrent des pamphlets aux villageois promettant la liberté et la prospérité sous la domination britannique. Willoughby rembarqua ses troupes dans la soirée mais débarqua à nouveau le lendemain un peu plus au nord. Après avoir incendié une balise côtière, Willoughby progressa vers l'intérieur des terres mais il dut se replier après l'arrivée de 800 soldats français venant de Port Napoléon et il rembarqua à bord du HMS Nereide. Durant cette brève expédition, deux soldats britanniques furent blessés et un autre fut porté disparu tandis que les pertes françaises se montèrent à dix morts et blessés. Willoughby réalisa encore quelques débarquements limités le 19 et le 20 août qui se firent sans opposition.

## Arrivée de Duperré
Le débarquement de Willoughby fut interrompu le 20 août à 10 h lorsque cinq navires furent repérés en approche rapide depuis le sud-est. Il s'agissait de l'escadre de Guy-Victor Duperré comprenant la Bellone, la Minerve, la corvette Victor (en) et les navires capturés Windham et Ceylan revenant des Comores. Après un mois de réparations à Anjouan, Duperré avait mis le cap sur l'Île-de-France sans rencontrer d'opposition et envisageait d'entrer dans Grand Port par le chenal protégé par l'île de la Passe. Duperré ignorait que les Britanniques occupaient l'îlot et Willoughby espérait piéger les Français en les attaquant quand ils se trouveraient dans le chenal. Il comptait ainsi endommager ou détruire les navires français, isoler l'escadre de Duperré de la flotte de Hamelin et empêcher les Français de combiner leurs forces pour rompre le blocus britannique. Willoughby approcha le HMS Nereide à proximité de l'île de la Passe pour associer leurs tirs et protéger ses navires qui rapatriaient 160 hommes d'un raid dans la matinée.
Levant le drapeau de la France sur l'île de la Passe et sur le HMS Nereide, Willoughby utilisa le livre de code capturé pour transmettre le message « L'ennemi croise au Coin de Mire » et Duperré répondit qu'il avait compris. L'emploi de ce code convainquit Duperré, malgré les objections du capitaine de la Minerve, Pierre Bouvet, que le HMS Nereide était la frégate Charles (en) du corsaire Robert Surcouf dont le déploiement était prévu sur l'île. L'escadre française se rapprocha de la baie durant la matinée et le Victor entra dans le chenal à 13 h 40. Le HMS Nereide et le fort ouvrirent alors le feu sur la corvette dont le lieutenant Nicolas Morice annonça rapidement la reddition dès les premiers tirs. Willoughby détacha des navires pour essayer de prendre possession du Victor mais ils ne parvinrent pas à le rejoindre. À la suite de la corvette, la Minerve et le Ceylan entrèrent dans le chenal et indiquèrent à Morice de les suivre alors qu'ils échangeaient des tirs avec le fort. Alors que Morice relevait son pavillon et suivait la Minerve, une énorme explosion ravagea le fort après que le drapeau français ait pris feu et soit tombé à côté d'une pile de cartouches. Trois hommes furent tués, 12 autres gravement brûlés, six canons furent mis hors service et un autre tira accidentellement et tua un des marins à bord d'un des canots devant aborder le Victor. Comme le fort était inutilisable et que nombre de ses marins étaient dispersés dans des canots, le HMS Nereide était incapable d'empêcher l'entrée des Français dans Grand Port.

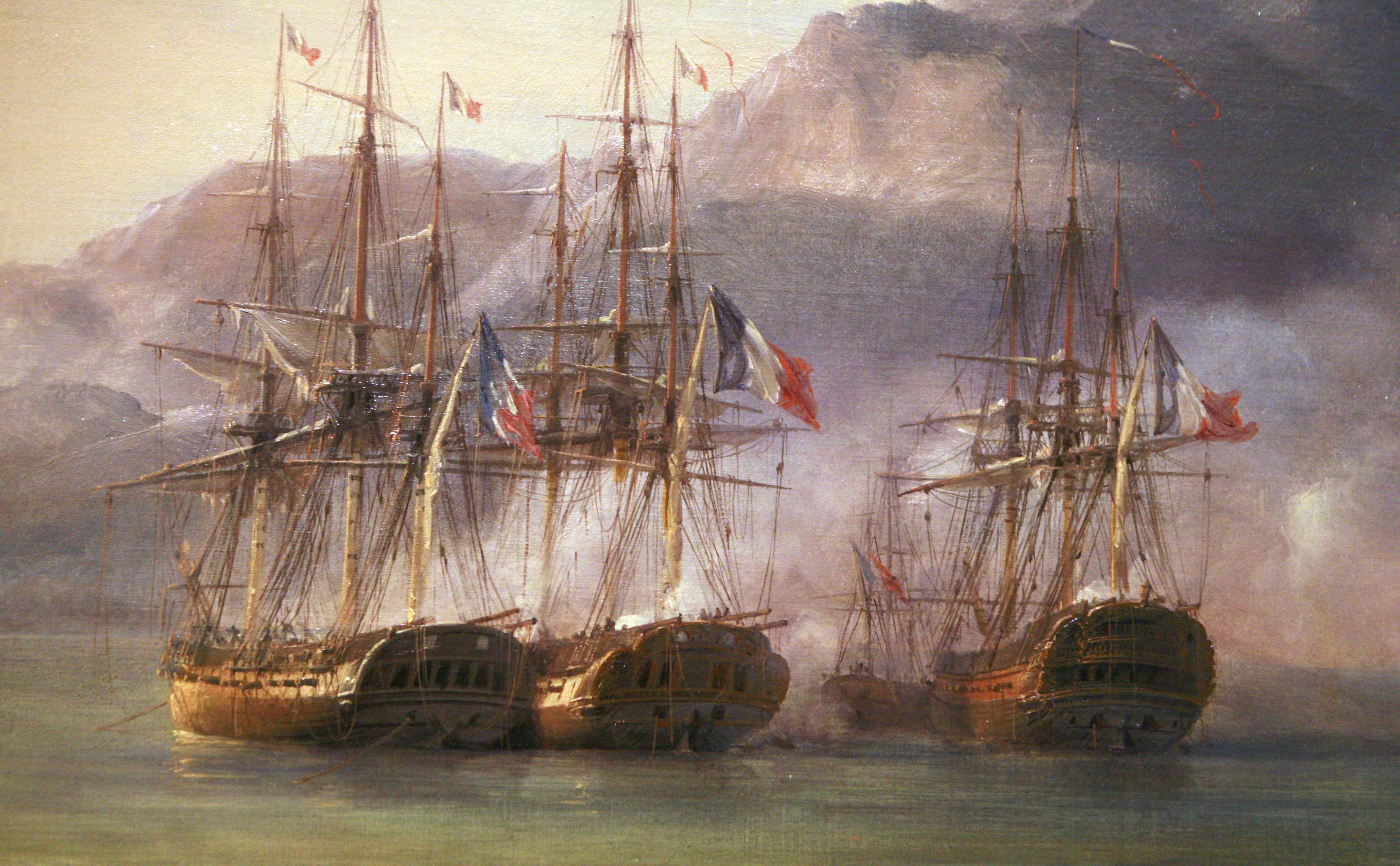
Détail du Combat de Grand Port de Pierre Julien Gilbert avec (de gauche à droite) la Bellone, la Minerve et le Victor.

L'embuscade de Willoughby ayant échoué, les navires dispersés cherchèrent à rejoindre le HMS Nereide en passant directement à travers l'escadre française. Plusieurs canots manquèrent d'être coupés en deux par les navires français et l'une d'eux percuta la Minerve mais tous parvinrent à rejoindre le navire britannique. L'opportunité d'endommager gravement la flotte française dans l'étroit chenal était cependant perdue et la Bellone rejoignit le reste de l'escadre sans encombre. En plus des pertes britanniques dans le fort, deux hommes avaient été tués et un autre blessé à bord du HMS Nereide. Les pertes françaises étaient plus lourdes et étaient de 23 à bord de la Minerve et de 8 à bord du Ceylan. Les deux camps sachant qu'une nouvelle confrontation était inévitable, Willoughby envoya un navire sur le HMS Sirius pour demander de l'aide et Duperré ordonna au lieutenant Morice de rejoindre Port Napoléon pour requérir le soutien de l'escadre de Hamelin ; Morice tomba de cheval lors du trajet et fut grièvement blessé. Le commandement du Victor fut laissé à Henri Moisson. Dans l'après-midi, Willoughby utilisa les mortiers de l'île de la Passe pour bombarder la flotte française et Duperré fut obligé de se replier dans les eaux peu profondes de la baie de Grand Port. Willoughby envoya par la suite des officiers à Grand Port le 21 août avec un drapeau blanc pour demander la libération du Victor car ce dernier s'était rendu et devait donc être livré en tant que prise de guerre. Duperré refusa d'étudier la requête. L'indiaman capturé Windham ne parvint pas à entrer par le chenal et au début du 21 août, son capitaine français chercha à s'abriter à Rivière Noire. Le HMS Sirius repéra le navire marchand et détacha deux canots qui abordèrent le navire et le capturèrent sans une seule victime. Ce succès fut remarquable car la section d'abordage avait oublié de prendre des armes et les marins n'étaient armés que de brancards utilisés comme des gourdins.

## Bataille

Plan de la bataille avec les navires français en bleu et les navires britanniques en rouge.

Avec les prisonniers capturés sur le Windham, Pym apprit la composition et la situation de l'escadre de Duperré et envoya le capitaine Lucius Curtis à bord du HMS Magicienne récemment arrivé pour demander au HMS Iphigenia de rejoindre le HMS Sirius et le HMS Nereide au large de Grand Port. Les HMS Sirius et Nereide se retrouvèrent au matin du 22 août et Willoughby indiqua Pym avec le message « ennemi en force inférieure ». Même si l'escadre de Duperré était effectivement inférieure au rassemblement des quatre frégates britanniques, les Français avaient formé une ligne de bataille dans la baie et pouvaient barrer le T aux navires britanniques qui ne pouvaient franchir le chenal qu'en file indienne. Duperré anticipait l'arrivée des renforts de Port Napoléon menée par le gouverneur Charles Decaen et pouvait compter sur le soutien des soldats et des batteries côtières. Les Français avaient également déplacé les bouées marquant l'emplacement du chenal dans le récif corallien pour perturber la progression britannique.

### Attaque britannique
Le 22 août à 14 h 40, Pym mena l'attaque contre l'escadre de Duperré sans attendre les HMS Iphigenia et Magicienne en entrant dans le chenal menant à la baie de Grand Port. Il était suivi du HMS Nereide mais Willoughby avait refusé que le pilote local ne monte à bord du HMS Sirius de Pym. Or, il était le seul à connaître le chemin à travers le chenal. Sans son aide, le HMS Sirius s'échoua en quelques minutes et ne fut libéré que le 23 août à 8 h 30. Le HMS Nereide s'ancra à proximité durant la nuit pour protéger le navire-amiral. Les HMS Iphigenia et Magicienne arrivèrent à 10 h et après une conférence entre les capitaines sur la meilleure stratégie à suivre, la flotte essaya à nouveau de franchir le chenal à 14 h 40. Même si l'escadre était à présent guidée par le pilote du HMS Nereide, le HMS Sirius s'échoua à nouveau à 15 h et fut suivi 15 minutes plus tard par le HMS Magicienne qui avait manœuvré pour éviter le même récif. Les deux autres navires poursuivirent l'attaque et le HMS Nereide engagea la Minerve et le Ceylan à courte portée tandis que le HMS Iphigenia tirait sur la Bellone. Les tirs à longue portée du HMS Magicienne ciblaient le Victor, qui, lui, tirait sur le HMS Nereide.

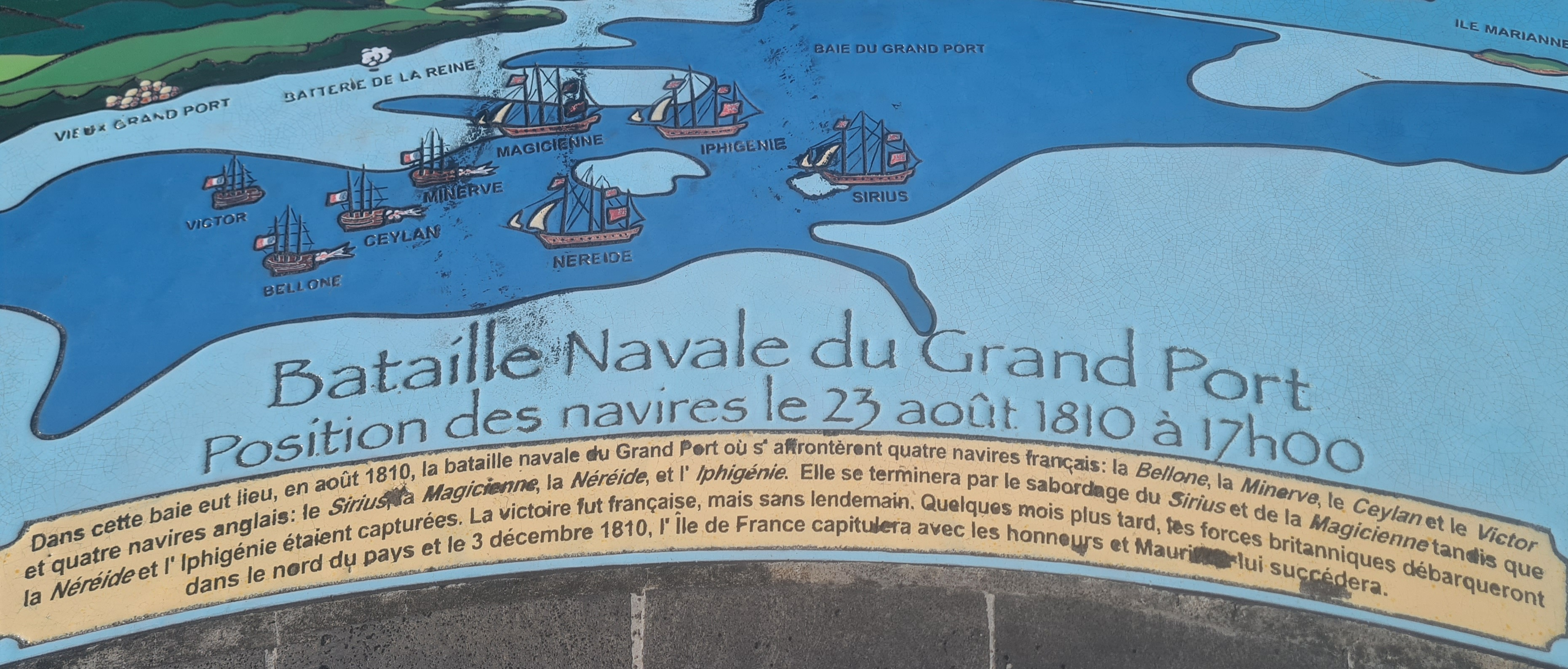
Table d'orientation installée à l'occasion du bicentenaire de la bataille.

Quelques minutes après le début de l'attaque, le Ceylan se rendit et des canots du HMS Magicienne cherchèrent sans succès à l'aborder. L'équipage français de l'indiaman capturé s'échoua volontairement sur les bancs de sable à proximité et il fut rapidement rejoint par la Minerve, la Bellone puis par le Victor. À 18 h 30, toute l'escadre française était échouée mais à l'exception de la Bellone, aucun des navires ne pouvait utiliser sa bordée principale car les autres vaisseaux bloquaient le champ de tir,. La Bellone était cependant idéalement positionnée pour ouvrir le feu sur le HMS Nereide et à 19 h, un boulet de canon sectionna l'embossure de poupe du HMS Nereide. La frégate britannique vira alors de bord ce qui présenta sa poupe à la Bellone et l'empêcha d'utiliser sa bordée sur l'escadre française. Balayé par la Bellone et incapable de répliquer, Willoughby fit couper l'embossure de proue pour qu'une partie des canons de tribord puisse tirer sur la Bellone. À 20 h, Duperré fut gravement blessé à la joue par l'éclat d'un boulet tiré par le HMS Nereide ; l'aspirant Vigoureux dissimula le corps inconscient de son capitaine sous un pavillon de transmission qui fut discrètement emmené dans les ponts inférieurs tandis que Bouvet prit le commandement de l'escadre française à bord de la Bellone et que le lieutenant Albin Roussin prit la tête de la Minerve. Avec un pont improvisé entre les navires français et la côte, Bouvet fit venir des hommes et des munitions à bord de la Bellone, ce qui permit d'augmenter significativement sa cadence de tir. À 22 h, le HMS Nereide était une épave dont la plus grande partie des canons et de l'équipage étaient hors de combat ; le premier-lieutenant était mourant, le second était gravement blessé et Willoughby avait perdu son œil gauche à cause d'un éclat de bois. Le HMS Nereide étant mis hors du combat, Bouvet orienta alors son tir sur le HMS Magicienne.
Refusant de se rendre jusqu'à ce que toutes ses options aient été épuisés, Willoughby détacha des canots au HMS Sirius pour demander à Pym s'il était possible de remorquer le HMS Nereide à l'écart des combats. Pym répondit que les canots étant déjà utilisés pour libérer les HMS Sirius et Magicienne, il n'était pas possible de les déployer sous le feu ennemi pour essayer de remorquer le HMS Nereide. Pym suggéra que Willoughby fasse débarquer ses hommes et incendie son navire dans l'espoir que les flammes se propagent aux navires français regroupés sur la côte. Willoughby refusa car il n'était pas possible de débarquer les dizaines de blessés dans la nuit qui tombait et refusa d'abandonner son navire lorsque Pym ordonna son transfert à bord du HMS Sirius. À 23 h, Willoughby ordonna à un canot de rejoindre le Bellone pour informer le commandant français qu'il se rendait. Le canot avait cependant été troué par un boulet et fut incapable de naviguer jusqu'au navire français. Le message fut transmis par l'intermédiaire de prisonniers français à bord du HMS Nereide qui avaient sauté par-dessus bord pour rejoindre la côte durant la nuit. Se souvenant de la fausse bannière utilisée le 20 août, Bouvet attendit le matin avant d'accepter la reddition.

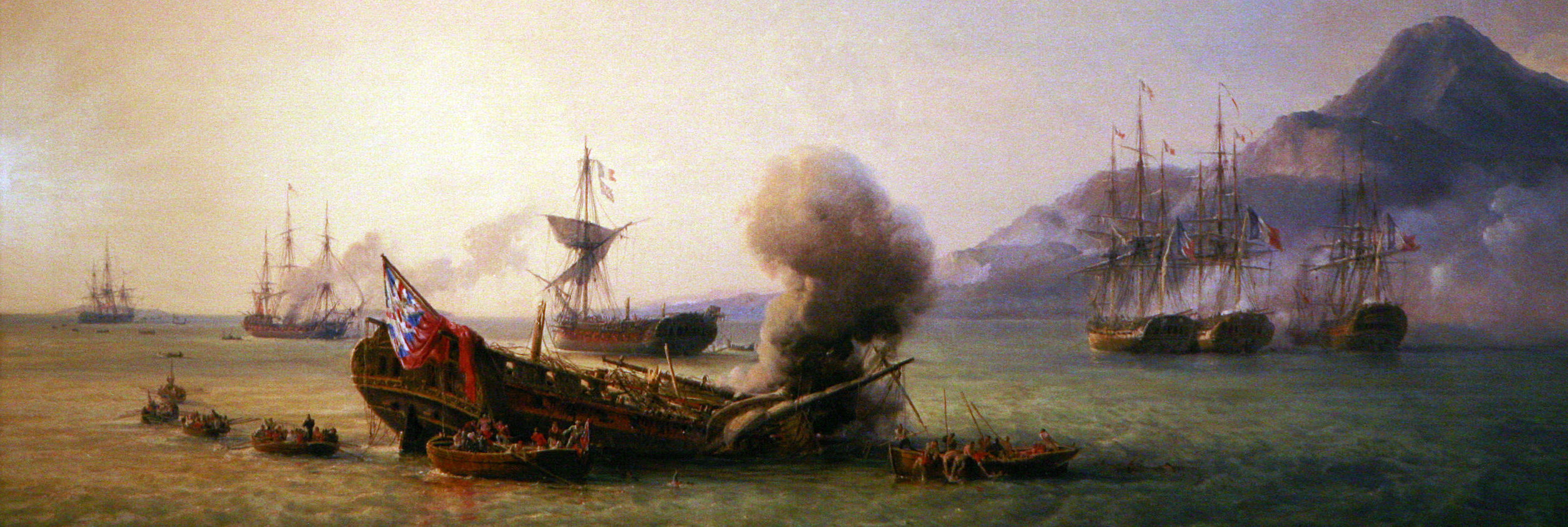
Détail du Combat de Grand Port de Pierre-Julien Gilbert. Visible de gauche à droite : (en train d'abaisser ses couleurs), les HMS Magicienne et (au premier plan) incendiés par leurs équipages, le HMS Nereide se rendant et l'escadre française composée de la Bellone, de la Minerve, du Victor (poupe visible dans la fumée) et du Ceylan. De nombreux détails représentés sur la peinture ne se sont pas produits simultanément mais s'étalèrent sur plusieurs jours.

### Tentative de repli
Le 24 août à 1 h 50, la Bellone cessa de tirer sur le HMS Nereide. Durant les dernières heures de la nuit, Pym poursuivit ses efforts pour délivrer le HMS Sirius du récif où il se trouvait et envoya des ordres au capitaine Lambert dont le HMS Iphigenia avait été bloqué par un récif et n'avait pas participé à l'attaque contre l'escadre française. Le HMS Iphigenia étant encalminé dans les eaux côtières, Pym ordonna à Lambert de sortir son navire de la baie en utilisant les ancres attachées à un cabestan pour tirer lentement le navire à travers les eaux peu profondes. Le HMS Magicienne, comme le HMS Iphigenia, étaient bloqués hors de portée des navires français échoués et avaient tiré sur une batterie d'artillerie assemblée sur la côte qui fut détruite à 2 h du matin. Lorsque le jour se leva, la situation était très confuse avec les HMS Sirius et Magicienne échoués à l'entrée de la baie, les navires français « entassés sur le rivage » selon les mots de Pym, le HMS Iphigenia s'éloignant lentement de l'escadre française et le HMS Nereide ravagé par les canons de la Bellone et sur lequel un drapeau britannique avait été cloué sur la tête de mat. Ce drapeau poussa Bouvet à reprendre ses tirs et les Français n'arrêtèrent que lorsque Willoughby fit abattre le mat de misaine portant le drapeau.

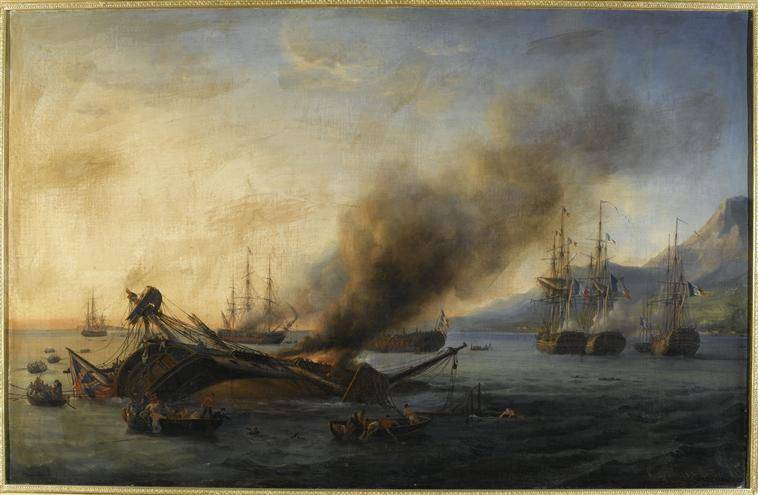
Le sabordage du Sirius, Pierre-Julien Gilbert.

À 7 h, Lambert indiqua à Pym qu'il s'était dégagé de son récif et suggéra que si Pym envoyait des renforts depuis le HMS Sirius, il serait capable d'aborder et de capturer l'ensemble de l'escadre française. Pym refusa et insista pour que le HMS Iphigenia l'aide à libérer le HMS Sirius. Lambert envisagea cependant d'attaquer seul les navires français mais Pym lui interdit et lui ordonna de s'éloigner de l'ennemi. À 10 h, le HMS Iphigenia arriva à proximité du HMS Sirius et les deux navires commencèrent à tirer sur les troupes françaises sur la côte qui essayaient d'installer des canons pour tirer sur les frégates. Le HMS Magicienne, irrémédiablement bloqué sur le récif, prenait l'eau et ne pouvait se libérer car son cabestan avait été détruit par un boulet français ; il était à présent la cible des tirs à longue portée de la Bellone et des canons sur la côte et Pym ordonna à Curtis d'abandonner son navire et de transférer ses hommes à bord du HMS Iphigenia. À 19 h 30, le HMS Magicienne fut incendié et ses munitions explosèrent à 23 h. Du côté français, Duperré ne fut pas capable de libérer des hommes pour s'emparer du HMS Nereide avant 15 h. Une section d'abordage menée par le lieutenant Roussin, commandant en second du Victor et temporairement responsable de la Minerve fut envoyée mais avait pour ordre de repartir quand le navire aurait été désarmé. Après avoir libéré les derniers prisonniers français, Roussin cloua les canons pour empêcher leur utilisation et administra des soins rapides avant de retourner sur le rivage en indiquant que plus de 100 marins étaient morts ou mourant à bord de la frégate britannique.
À 4 h, le 25 août, la batterie d'artillerie assemblée sur la côte ouvrit le feu sur les HMS Sirius et Iphigenia qui répliquèrent du mieux qu'ils pouvaient. Le HMS Sirius étant irrécupérable, Pym fit évacuer l'équipage et les équipements militaires avant d'incendier la frégate à 9 h peu après que le HMS Iphigenia se soit éloigné de la batterie française en utilisant un canon en guise d'ancre car il avait perdu les siennes la veille. Les Français tentèrent d'atteindre le HMS Sirius et de le capturer avant qu'il n'explose mais ils firent demi-tour quand Pym lança ses propres canots contre ceux des Français. Les dernières munitions de la frégate explosèrent à 11 h. Dans la matinée du 25 août, Duperré envoya une véritable section d'abordage à bord du HMS Nereide qui mouilla les ponts pour éviter un incendie provoqué par les braises issues des navires brûlant dans la baie et évacua 75 corps de la frégate.

## Réponse française
Lorsque le gouverneur Decaen apprit l'arrivée de l'escadre de Duperré, il ordonna immédiatement à la flottille de Hamelin composée des frégates Vénus (en), Manche (en), Astrée (en) et du brick Entreprenant, de prendre la mer pour soutenir Duperré. Hamelin quitta Port Napoléon à minuit le 21 août et mit le cap au nord-est pour ensuite longer la côte orientale de l'île. Le 23 août, il captura un navire de transport britannique nommé HMS Ranger qui était parti 24 jours plus tôt du cap de Bonne-Espérance avec 300 tonnes de provisions et d'équipements pour Rowley sur l'île Bourbon. Alors qu'il contournait le cap nord de l'Île-de-France, Hamelin constata qu'il ne pouvait pas avancer contre le vent et fit demi-tour avant de passer sur la côte occidentale de l'île et d'arriver à Grand Port le 27 août à 13 h.
Pendant ces deux jours, il n'y eut pas de vent dans Grand Port et le HMS Iphigenia poursuivit la tâche laborieuse de tirer sur ses ancres pour rejoindre l'entrée du chenal et échapper aux renforts français. Les canots avaient évacué les équipages des HMS Sirius et Magicienne sur l'île de la Passe dont les fortifications avaient été renforcées mais où le niveau des provisions diminuait rapidement. La chaloupe du HMS Magicienne fut envoyée à l'île Bourbon pour demander des renforts immédiats et le soutien du reste de l'escadre de Rowley. Le matin du 27 août, Lambert repéra le brick Entreprenant au large de Grand Port et trois voiles françaises approchant à l'horizon. Le HMS Iphigenia était encore à plusieurs centaines de mètres de l'île de la Passe, avait peu de munitions et était incapable de manœuvrer dans le temps calme. Reconnaissant que la résistance dans ces conditions était impossible, Lambert offrit à Hamelin de rendre l'île de la Passe si le HMS Iphigenia et les hommes de l'île étaient autorisés à rejoindre l'île Bourbon.

## Reddition britannique
Le matin du 28 août, Lambert reçut un message de Hamelin promettant de libérer tous les prisonniers sur parole sous un mois si l'île de la Passe et le HMS Iphigenia se rendaient sans résistance. Le message indiquait également qu'en cas de refus, les Français attaqueraient la force britannique très diminuée. Vu que ses provisions et ses munitions étaient limitées et que les renforts n'étaient pas en vue, Lambert accepta de se rendre. Lambert reçut ensuite un message similaire de la part du gouverneur Decaen et lui répondit qu'il s'était rendu à Hamelin. Decaen était furieux que Hamelin ait négocié sans son accord mais il accepta finalement les termes de la reddition. Les blessés furent soignés par des médecins français de Grand Port avant d'être rapatriés alors que les autres prisonniers furent internés dans des prisons surpeuplées et sordides de Port Napoléon où, contrairement aux termes de la reddition, ils ne furent libérés que par l'arrivée des forces britanniques sur l'île en décembre.
Rowley apprit les affrontements à Grand Port le 22 août lorsque le Windham arriva au large de Saint-Paul. Impatient de soutenir Pym, Rowley prit immédiatement la mer à bord de sa frégate HMS Boadicea avec le transport de troupes Bombay emportant deux compagnies du 86e régiment d'infanterie pour défendre les territoires capturés lors de l'opération. Du fait des vents contraires, Rowley n'arriva au large de Grand Port que le 29 août après avoir été informé la veille de la situation par la chaloupe du HMS Magicienne. Ayant repéré un rassemblement de frégates autour de l'île de la Passe, Rowley se rapprocha de l'île avant de faire demi-tour quand la Vénus et la Manche levèrent leurs drapeaux français et se lancèrent à sa poursuite. Rowley fit plusieurs allers-retours en direction des navires français pour essayer de les éloigner de Grand Port pour que le Bombay parvienne à aborder le HMS Iphigenia pour le reprendre. Cette tentative échoua car l'Astrée et l'Entreprenant arrivèrent à proximité et Rowley fut poursuivi par la Vénus et la Manche jusqu'à Saint-Denis où il arriva le 30 août. Rowley fit une nouvelle tentative pour libérer le HMS Iphigenia la semaine suivante mais à son arrivée, la Bellone et la Minerve avaient été remises à flot et la flottille française était bien trop puissante pour le seul navire de Rowley.

## Conséquences

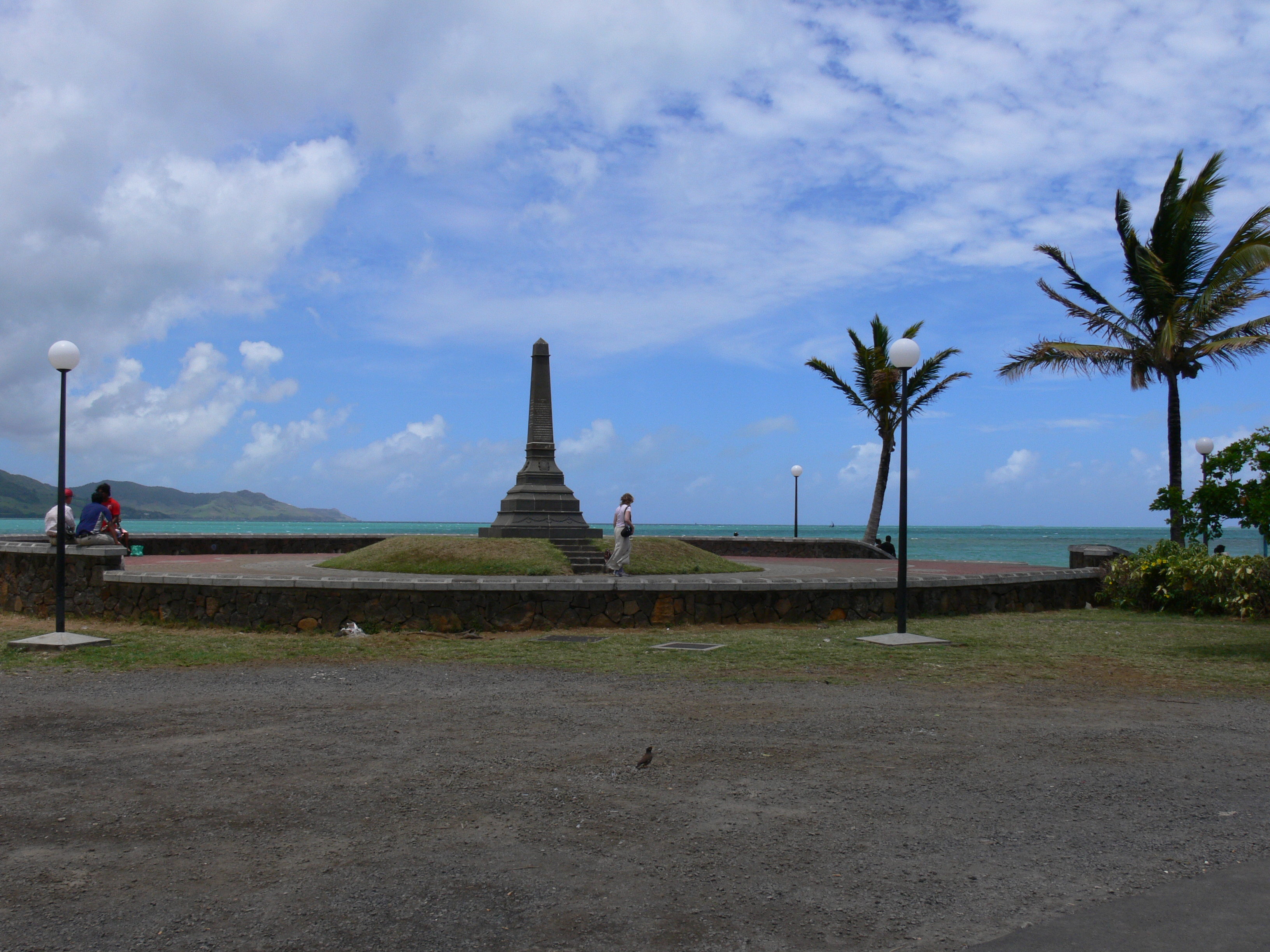
Grand Port en 2007 avec le mémorial commémorant la bataille.

La bataille est considérée comme la plus grave défaite de la Royal Navy durant les guerres napoléoniennes. Non seulement quatre frégates avaient été perdues ainsi que tous leurs équipages mais 105 marins expérimentés avaient été tués et 163 blessés dans l'un des affrontements entre frégates le plus sanglant de la guerre. Les pertes françaises étaient également lourdes et Duperré rapporta qu'elles se montaient à 37 tués et 112 blessés parmi les marins de son escadre et les soldats situés sur le rivage.
La perte d'une proportion aussi importante de sa flotte plaça Rowley dans une situation difficile en septembre 1810 car l'escadre de Hamelin, renforcée par le HMS Iphigenia renommé Iphigénie, était maintenant largement supérieure à la sienne ; le HMS Nereide fut renommé Néréide et attaché à l'escadre française mais les dégâts étaient si importants que le navire ne reprit jamais la mer. Après son retour à l'île Bourbon, Rowley demanda que les navires assignés à d'autres missions dans la région soient transférés sous son commandement pour remplacer les navires perdus et essayer de rompre le blocus français de l'île Bourbon mené par Bouvet. Ces nouvelles frégates, naviguant dans des eaux peu familières, devinrent des cibles pour Hamelin qui obtint à deux reprises la reddition de frégates isolées même si Rowley parvint à les récupérer après des combats. Le 18 septembre, Rowley parvint à capturer Hamelin et son navire amiral, la Vénus, ce qui mit un terme à ses opérations de blocus et les navires français retournèrent à l'Île-de-France. Ils furent tous capturés quand 7 000 soldats britanniques menés par le contre-amiral Albemarle Bertie débarquèrent sur l'île le 29 novembre 1810. L'Île-de-France fut cédée au Royaume-Uni par le traité de Paris de 1814 et renommée île Maurice.

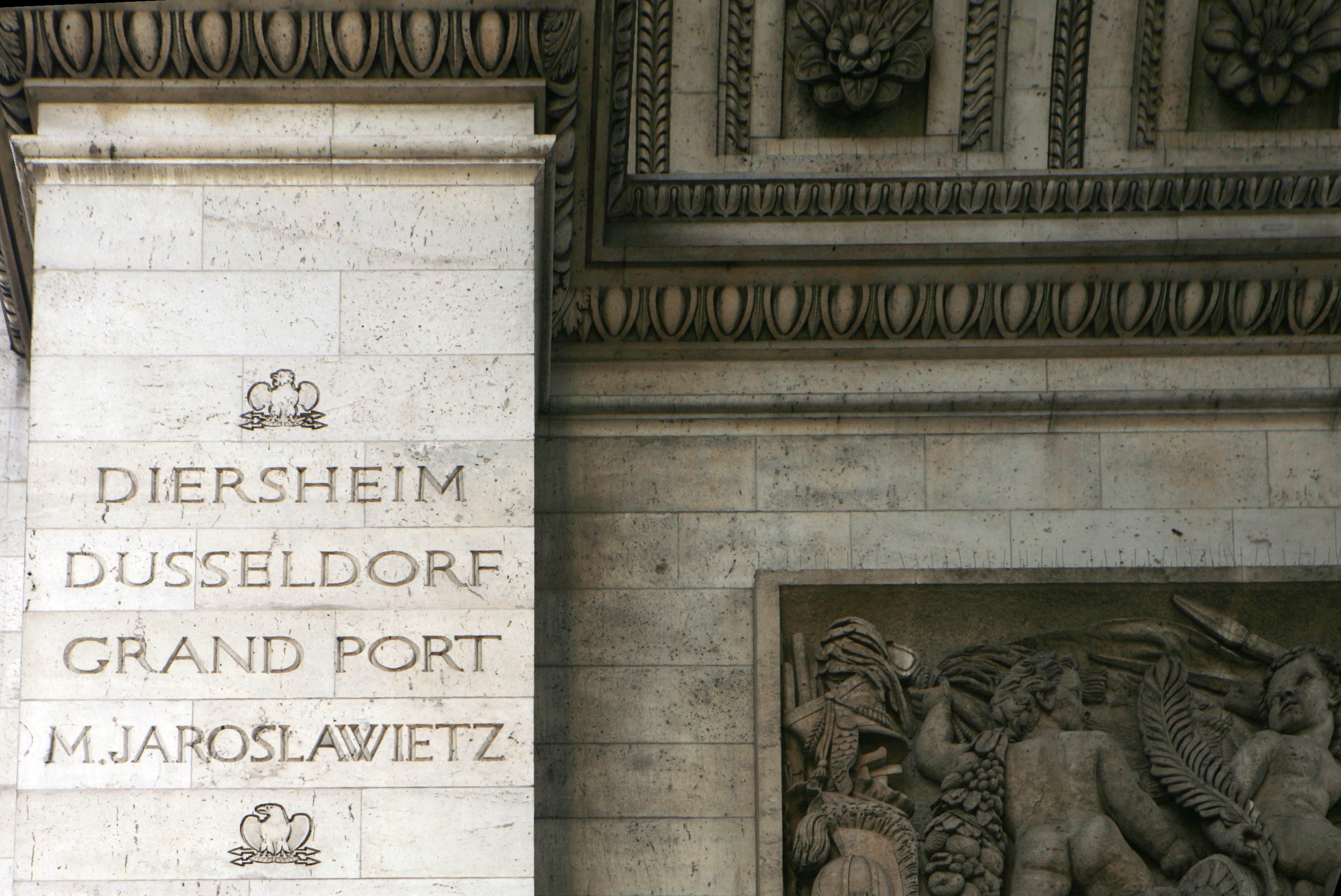
Inscription célébrant la bataille sur l'Arc de triomphe de Paris.

La victoire fut célébrée en France et elle devint la seule bataille navale commémorée sur l'Arc de triomphe de Paris. Du côté anglais, les quatre capitaines furent innocentés et félicités pour leur comportement durant leurs procès en cour martiale causés par la perte de quatre navires. Seul Willoughby fut critiqué pour avoir transmis un message trompeur le 22 août indiquant que la flotte française était inférieure en nombre. L'historien contemporain William James écrivit « que le noble comportement des officiers et des équipages a créé un halo de gloire autour de la défaite de Grand Port et que la perte de quatre frégates fut, dans l'opinion publique, presque attribuée à la malchance ». Il nota cependant qu'« aucun exemple que nous connaissons n'a plus profondément affecté la nature de la Royal Navy que la défaite qu'elle a subi à Grand Port ». La bataille a donc attiré l'attention d'auteurs britanniques et français et figure dans le roman Georges d'Alexandre Dumas publié en 1843 et le roman Expédition à l'île Maurice de Patrick O'Brian paru en 1977. Le 30 décembre 1899, un monument fut érigé à Grand Port en mémoire des marins français et britanniques tués lors de l'affrontement.

## Ordre de bataille
| Escadre du capitaine Pym                                                      | Escadre du capitaine Pym | Escadre du capitaine Pym | Escadre du capitaine Pym         | Escadre du capitaine Pym | Escadre du capitaine Pym | Escadre du capitaine Pym | Escadre du capitaine Pym       | Escadre du capitaine Pym | Escadre du capitaine Pym | Escadre du capitaine Pym |
| Navire                                                                        | Rang                     | Canons                   | Commandant                       | Victimes                 | Victimes                 | Victimes                 | Notes                          |                          |                          |                          |
| Navire                                                                        | Rang                     | Canons                   | Commandant                       | Tués                     | Blessés                  | Total                    | Notes                          |                          |                          |                          |
| ----------------------------------------------------------------------------- | ------------------------ | ------------------------ | -------------------------------- | ------------------------ | ------------------------ | ------------------------ | ------------------------------ | ------------------------ | ------------------------ | ------------------------ |
| HMS Sirius                                                                    | 5e rang                  | 36                       | Capitaine Samuel Pym (en)        | 0                        | 0                        | 0                        | Sabordé pour éviter la capture |                          |                          |                          |
| HMS Iphigenia                                                                 | 5e rang                  | 36                       | Capitaine Henry Lambert          | 5                        | 13                       | 18                       | Capturé et renommé Iphigénie   |                          |                          |                          |
| HMS Nereide                                                                   | 5e rang                  | 32                       | Capitaine Nesbit Willoughby (en) | 92                       | 130                      | 222                      | Capturé et renommé Néréide     |                          |                          |                          |
| HMS Magicienne                                                                | 5e rang                  | 32                       | Capitaine Lucius Curtis (en)     | 8                        | 20                       | 28                       | Sabordé pour éviter la capture |                          |                          |                          |
| Total des pertes : 105 tués, 163 blessés, tous les survivants furent capturés |                          |                          |                                  |                          |                          |                          |                                |                          |                          |                          |

| Escadre du capitaine Duperré                               | Escadre du capitaine Duperré | Escadre du capitaine Duperré | Escadre du capitaine Duperré                         | Escadre du capitaine Duperré | Escadre du capitaine Duperré | Escadre du capitaine Duperré | Escadre du capitaine Duperré         | Escadre du capitaine Duperré | Escadre du capitaine Duperré | Escadre du capitaine Duperré |
| Navire                                                     | Rang                         | Canons                       | Commandant                                           | Victimes                     | Victimes                     | Victimes                     | Notes                                |                              |                              |                              |
| Navire                                                     | Rang                         | Canons                       | Commandant                                           | Tués                         | Blessés                      | Total                        | Notes                                |                              |                              |                              |
| ---------------------------------------------------------- | ---------------------------- | ---------------------------- | ---------------------------------------------------- | ---------------------------- | ---------------------------- | ---------------------------- | ------------------------------------ | ---------------------------- | ---------------------------- | ---------------------------- |
| Bellone                                                    | 5e rang                      | 40                           | Capitaine Guy-Victor Duperré                         | 13                           | 35                           | 48                           |                                      |                              |                              |                              |
| Minerve (en)                                               | 5e rang                      | 48                           | Capitaine Pierre Bouvet                              | 15                           | 42                           | 57                           |                                      |                              |                              |                              |
| Victor                                                     | Corvette                     | 18                           | Lieutenant Nicolas Morice Remplacé par Henri Moisson | 4                            | 1                            | 5                            |                                      |                              |                              |                              |
| Ceylan                                                     | Indiaman capturé             | 26                           | Lieutenant Vincent Moulac                            | 4                            | 19                           | 23                           |                                      |                              |                              |                              |
| Windham                                                    | Indiaman capturé             | 26                           | Aspirant Darod                                       | 0                            | 0                            | 0                            | Capturé par le HMS Sirius le 21 août |                              |                              |                              |
| Escadre du contre-amiral Hamelin                           |                              |                              |                                                      |                              |                              |                              |                                      |                              |                              |                              |
| Vénus (en)                                                 | 5e rang                      | 40                           | Contre-amiral Jacques Hamelin                        | -                            | -                            | -                            |                                      |                              |                              |                              |
| Manche (en)                                                | 5e rang                      | 40                           | Capitaine Jean Dornal de Guy (en)                    | -                            | -                            | -                            |                                      |                              |                              |                              |
| Astrée (en)                                                | 5e rang                      | 40                           | Capitaine René Le Marant                             | -                            | -                            | -                            |                                      |                              |                              |                              |
| Entreprenant (en)                                          | Brick                        | 16                           | Capitaine Pierre Bouvet                              | -                            | -                            | -                            |                                      |                              |                              |                              |
| Total : 36 tués et 112 blessés                             |                              |                              |                                                      |                              |                              |                              |                                      |                              |                              |                              |
| Sources : Macmillan 1914, p. 29-37, James 2002, p. 273-289 |                              |                              |                                                      |                              |                              |                              |                                      |                              |                              |                              |